# Johann Jakob Doertenbach
Johann Jakob Doertenbach der Ältere (* 1575 in Dornstetten; † 3. September 1638 in Nürnberg) war ein württembergischer Geschäftsmann. Er kann als Urvater der über viele Generationen erfolgreichen Unternehmerfamilie Doertenbach in Calw gelten.

## Herkunft
Johann Jakob Doertenbach war ein Sohn von Peter Doertenbach (vor 1556 – 1618) und seiner Frau Magdalena aus Dornstetten, wo Peter Doertenbach Bürgermeister war. Johann Jakob Doertenbach zog um 1600 nach Calw. Er gehörte zu den Initiatoren der Calwer Zeughandlungskompagnie und förderte damit die Proto-Industrialisierung Württembergs. An der Gründung der ebenfalls von Johann Valentin Andreae angeregten christlich-gottliebenden Gesellschaft war Johann Jakob Doertenbach ebenfalls beteiligt.

## Calwer Zeughandlungskompagnie
Calw wurde zu Doertenbachs Zeiten zum Zentrum der Stoffproduktion und -bearbeitung im nördlichen Schwarzwald. Die Calwer Compagnie erlangte eine führende Stellung im Handel mit Zeug. Der württembergische Herzog machte von der Finanzkraft der Zeughandlungscompagnie gern Gebrauch. Calw war zu Lebzeiten Johann Jakob Doertenbachs etwa halb so groß wie Stuttgart und finanziell sehr einflussreich.
Christian Friedrich Sattler berichtete in seiner Geschichte des Herzogthums unter der Regierung der Herzogen 12, die 1782 in Tübingen erschien, dass 1622 „die Färber- und Zeugmacher-Compagnie zu Calw, nemlich Johann Jacob Doertenbach […] bezüchtigt wurden, dass sie schlecht Geld durch ihren Handel in das Herzogthum einführten, so vergliche sich der Herzog mit denselben, daß sie das durch die Burger zu Eßlingen und Weyl der Stadt einführende schlechte Geld wieder aus dem Land verschaffen […]“
Teilhaber der Calwer Compagnie wurden auch Anhänger des württembergischen Pietismus. Nachfahren Johann Jakob Doertenbachs waren auch hier aktiv. Laut Hartmut Lehmann „diente auch die gesellschaftliche Exklusivität der Compagnie als äußerer Rahmen für die religiösen Privatversammlungen in Calw.“ Streit über religiöse und ethische Fragen sei vor allem zwischen Mose Doertenbach und Dekan Johann Philipp Zeller entbrannt. „Die wohl schon zu Zeiten Schertlins zum Pietismus bekehrten Dörtenbachs“ hätten sich vehement gegen Zeller aufgelehnt, der von der Kanzel herab seine orthodoxen Ansichten verkündet und damit die Calwer Handelsleute brüskiert habe: „Mose Dörtenbach und seine Freunde blieben der Kirche fern und veranstalteten eigene Erbauungsstunden. 1713 musste die Untersuchungskommission nach Calw geschickt werden.“

## Nachkommen
Johann Jakob Doertenbach der Ältere war in erster Ehe mit Anna Geissel aus Calw verheiratet. In zweiter Ehe war er mit Catharina Kaupp verheiratet. Aus der ersten Ehe des Johann Jakob Doertenbach stammte der Sohn Mose (1609–1659), welcher Vater von vier Töchtern und dem Sohn Johann Jakob Doertenbach II. (1642–1688) war. Dessen Sohn Mose Doertenbach, also ein Ur-Enkel Doertenbachs, gründete mit Johann Georg Zahn 1721 in Calw die Firma Mose Doertenbach & Compagnie; ein späterer Ableger dieses Geschäfts war von 1900 bis 1985 die Firma Zahn & Nopper, die mit Metallwaren handelte. Unter Doertenbachs weiteren Nachfahren waren die Politiker Johann Georg Doertenbach und Georg Martin Doertenbach, der Theologe Johann Jakob Doertenbach der Jüngere (1670–1736) und Susanne Sophie Zahn, geb. Horn, die Mutter von Christian Jakob Zahn. Das Bankhaus Doertenbach & Co., ursprünglich in Stuttgart, inzwischen in Frankfurt am Main angesiedelt, führt seine Ursprünge auf Johann Jakob Doertenbach zurück.